# Amos Otis
Amos Joseph Otis (ur. 26 kwietnia 1947) – amerykański baseballista, który występował na pozycji środkowozapolowego.
W czerwcu 1965 został wybrany w piątej rundzie draftu przez Boston Red Sox, zaś w listopadzie 1966 w drafcie przez New York Mets, w którym zadebiutował 6 września 1967 w meczu przeciwko St. Louis Cardinals. W grudniu 1969 w ramach wymiany zawodników przeszedł do Kansas City Royals.
Jako zawodnik Royals pięć razy był członkiem AL All-Star Team i trzy razy zdobył Złotą Rękawicę. 7 września 1971 w meczu z Milwaukee Brewers został piątym od 1900 i pierwszym od 1927 roku zawodnikiem, który skradł bazę pięciokrotnie w jednym, dziewięciozmianowym spotkaniu. W sezonie 1974 grał w Pittsburgh Pirates.
W 1986 został uhonorowany członkostwem w klubowej Kansas City Royals Hall of Fame.
| Nagroda/wyróżnienie | Lata                         | Źródło |
| 5× All-Star         | 1970, 1971, 1972, 1973, 1976 | [ 1 ]  |
| 3× Gold Glove Award | 1971, 1973, 1974             | [ 1 ]  |